# 世界ゴルフ選手権
世界ゴルフ選手権(せかいゴルフせんしゅけん, World Golf Championships WGC)は1999年度から2023年度まで行われていたゴルフの国際トーナメント群のことをいう。世界の4大メジャー大会(マスターズ、全米オープン、全英オープン、全米プロゴルフ選手権)に次ぐ規模のビッグトーナメントを実施しようと企画された。全大会ともPGAツアー・インターナショナル・フェデレーション管轄競技として行われ、フェデックスカップ、ヨーロピアンツアーのレース・トゥ・ドバイのポイント加算の対象にもなっていた。

## 大会一覧
| 大会                                | 期間        | 形式                   |
| ----------------------------------- | ----------- | ---------------------- |
| WGC選手権                           | 1999–2021年 | 個人ストロークプレー   |
| WGCデルテクノロジーズ・マッチプレー | 1999–2023年 | 個人マッチプレー       |
| フェデックス・セントジュード招待    | 1999–2021年 | 個人ストロークプレー   |
| WGCワールドカップ                   | 2000–2006年 | チームストロークプレー |
| WGC-HSBCチャンピオンズ              | 2009–2019年 | 個人ストロークプレー   |

## 概要
現在4つの大会が開催され、世界ランキング上位の選手をはじめ世界各地のツアーで活躍するトッププロゴルファーが参加している。WGCマッチプレーの出場資格は「世界ランキング64位以内」であり(有資格者が欠場した場合は繰り上げ出場がある)、個人戦ストロークプレーの2大会においては、フェデックス・セントジュード招待の出場資格は「世界ランキング50位以内」と指定された大会の優勝者、WGC選手権の出場資格は世界ランキング50位以内と指定されたツアーの賞金ランキング上位者である。さらに2011年4月には南アフリカで「トーナメント・オブ・ホープ」の開催が決定された。本大会は2013年から実施される予定だったが、2013年2月に捻挫された。
2001年の「アメリカン・エキスプレス選手権」は9月第2週に開催が予定されていたが、その週に米中枢同時テロが発生した影響で中止となったことがある。
WGCワールドカップは2000年から世界選手権シリーズに加えられ、2004年までは「EMCワールドカップ」という名称で開かれていた。しかし2005年から「アルガーブ・ワールドカップ」(Algarve World Cup)という名称に変更された。1953年に「カナダカップ」という名称で始まったこの大会は、歴史が長いため、いろいろな変遷をたどってきていたが、2007年以降、撤退が決まっている。
毎年8月末に行われる第3戦も、1999年から2005年までは「NECインビテーショナル」という名称だったが、スポンサー変更のため2006年から「ブリヂストン・インビテーショナル」に名称変更された。2019年からはテネシー州メンフィスに舞台を移して「フェデックス・セントジュード招待」として開催予定。3月の第2戦も2006年までは「アメリカン・エキスプレス選手権」の名称であったが、2007年から2010年まで「CA選手権」に変更されていた。
それぞれの大会の優勝者には3年間のPGAツアーシード権が与えられる。
2022年からはWGC選手権とフェデックス・セントジュード招待が対象外となり、WGCとして開催される大会はWGCマッチプレーとHSBCチャンピオンズの2試合となった。

## 歴代優勝者
| 年     | マッチプレー                 | 招待                         | 選手権                       | ワールドカップ                                               |
| ------ | ---------------------------- | ---------------------------- | ---------------------------- | ------------------------------------------------------------ |
| 1999年 | ジェフ・マガート             | タイガー・ウッズ (1/19)      | タイガー・ウッズ (2/19)      |                                                              |
| 2000年 | ダレン・クラーク (1/2)       | タイガー・ウッズ (3/19)      | マイク・ウェア               | アメリカ合衆国 タイガー・ウッズ (4/19) デビッド・デュバル    |
| 2001年 | スティーブ・ストリッカー     | タイガー・ウッズ (5/19)      | 大会中止                     | 南アフリカ共和国 アーニー・エルス (1/3) レティーフ・グーセン |
| 2002年 | ケビン・サザーランド         | クレイグ・パリー             | タイガー・ウッズ (6/19)      | 日本 丸山茂樹 伊沢利光                                       |
| 2003年 | タイガー・ウッズ (7/19)      | ダレン・クラーク (2/2)       | タイガー・ウッズ (8/19)      | 南アフリカ共和国 ロリー・サバティーニ トレバー・イメルマン   |
| 2004年 | タイガー・ウッズ (9/19)      | スチュワート・シンク         | アーニー・エルス (2/3)       | イングランド ポール・ケーシー ルーク・ドナルド (1/2)         |
| 2005年 | デビッド・トムズ             | タイガー・ウッズ (10/19)     | タイガー・ウッズ (11/19)     | ウェールズ ブラッドリー・ドレッジ ステファン・ドッド         |
| 2006年 | ジェフ・オギルビー (1/3)     | タイガー・ウッズ (12/19)     | タイガー・ウッズ (13/19)     | ドイツ ベルンハルト・ランガー マルセル・シェム               |
| 2007年 | ヘンリク・ステンソン         | タイガー・ウッズ (14/19)     | タイガー・ウッズ (15/19)     |                                                              |
| 2008年 | タイガー・ウッズ (16/19)     | ジェフ・オギルビー (2/3)     | ビジェイ・シン               |                                                              |
| 年     | マッチプレー                 | 選手権                       | 招待                         | チャンピオンズ                                               |
| 2009年 | ジェフ・オギルビー (3/3)     | フィル・ミケルソン (1/3)     | タイガー・ウッズ (17/19)     | フィル・ミケルソン (2/3)                                     |
| 2010年 | イアン・ポールター (1/2)     | アーニー・エルス (3/3)       | ハンター・メイハン (1/2)     | フランチェスコ・モリナリ                                     |
| 2011年 | ルーク・ドナルド (2/2)       | ニック・ワトニー             | アダム・スコット (1/2)       | マルティン・カイマー                                         |
| 2012年 | ハンター・メイハン (2/2)     | ジャスティン・ローズ (1/2)   | キーガン・ブラッドリー       | イアン・ポールター (2/2)                                     |
| 2013年 | マット・クーチャー           | タイガー・ウッズ (18/19)     | タイガー・ウッズ (19/19)     | ダスティン・ジョンソン (1/6)                                 |
| 2014年 | ジェイソン・デイ (1/2)       | パトリック・リード (1/2)     | ローリー・マキロイ (1/3)     | バッバ・ワトソン (1/2)                                       |
| 年     | 選手権                       | マッチプレー                 | 招待                         | チャンピオンズ                                               |
| 2015年 | ダスティン・ジョンソン (2/6) | ローリー・マキロイ (2/3)     | シェーン・ローリー           | ラッセル・ノックス                                           |
| 2016年 | アダム・スコット (2/2)       | ジェイソン・デイ (2/2)       | ダスティン・ジョンソン (3/6) | 松山英樹 (1/2)                                               |
| 2017年 | ダスティン・ジョンソン (4/6) | ダスティン・ジョンソン (5/6) | 松山英樹 (2/2)               | ジャスティン・ローズ (2/2)                                   |
| 2018年 | フィル・ミケルソン (3/3)     | バッバ・ワトソン (2/2)       | ジャスティン・トーマス (1/2) | ザンダー・シャウフェレ                                       |
| 2019年 | ダスティン・ジョンソン (6/6) | ケビン・キスナー             | ブルックス・ケプカ           | ローリー・マキロイ (3/3)                                     |
| 2020年 | パトリック・リード (2/2)     | 大会中止                     | ジャスティン・トーマス (2/2) | 大会中止                                                     |
| 2021年 | コリン・モリカワ             | ビリー・ホーシェル           | アブラハム・アンセル         | 大会中止                                                     |
| 2022年 |                              | スコッティ・シェフラー       |                              | 大会中止                                                     |
| 2023年 |                              | サム・バーンズ               |                              |                                                              |